# Allgäu
Allgäu is een Zuid-Duitse streek, tussen Ulm en het Bregenzerwald en tussen het Bodenmeer en Garmisch-Partenkirchen. De belangrijkste steden zijn Kempten im Allgäu, Lindenberg im Allgäu, Immenstadt im Allgäu, Sonthofen en Oberstdorf.
De Allgäu gaf zijn naam aan de Allgäuer Alpen, een deel van de Alpen in Zuid-Duitsland, Vorarlberg en Tirol.
Welk gebied precies tot de Allgäu (in het Duits is de benaming onzijdig: das Allgäu ) gerekend moet worden,  is onduidelijk.  In de 19e eeuw kwam het toerisme op. Het begrip Allgäu werd geassocieerd  met bergtoerisme, Alpenmelk en -kaas, en iets later ook met kuuroorden. Plaatsen, die niet direct in het hooggebergte lagen, trokken meer toeristen,  als ze im  Allgäu aan hun op toeristen gerichte reclame-uitingen toevoegden.  
Zo is de Allgäu eigenlijk als commercieel begrip steeds groter geworden. Intussen worden ook enkele kleine gebieden in Oostenrijk ertoe gerekend.

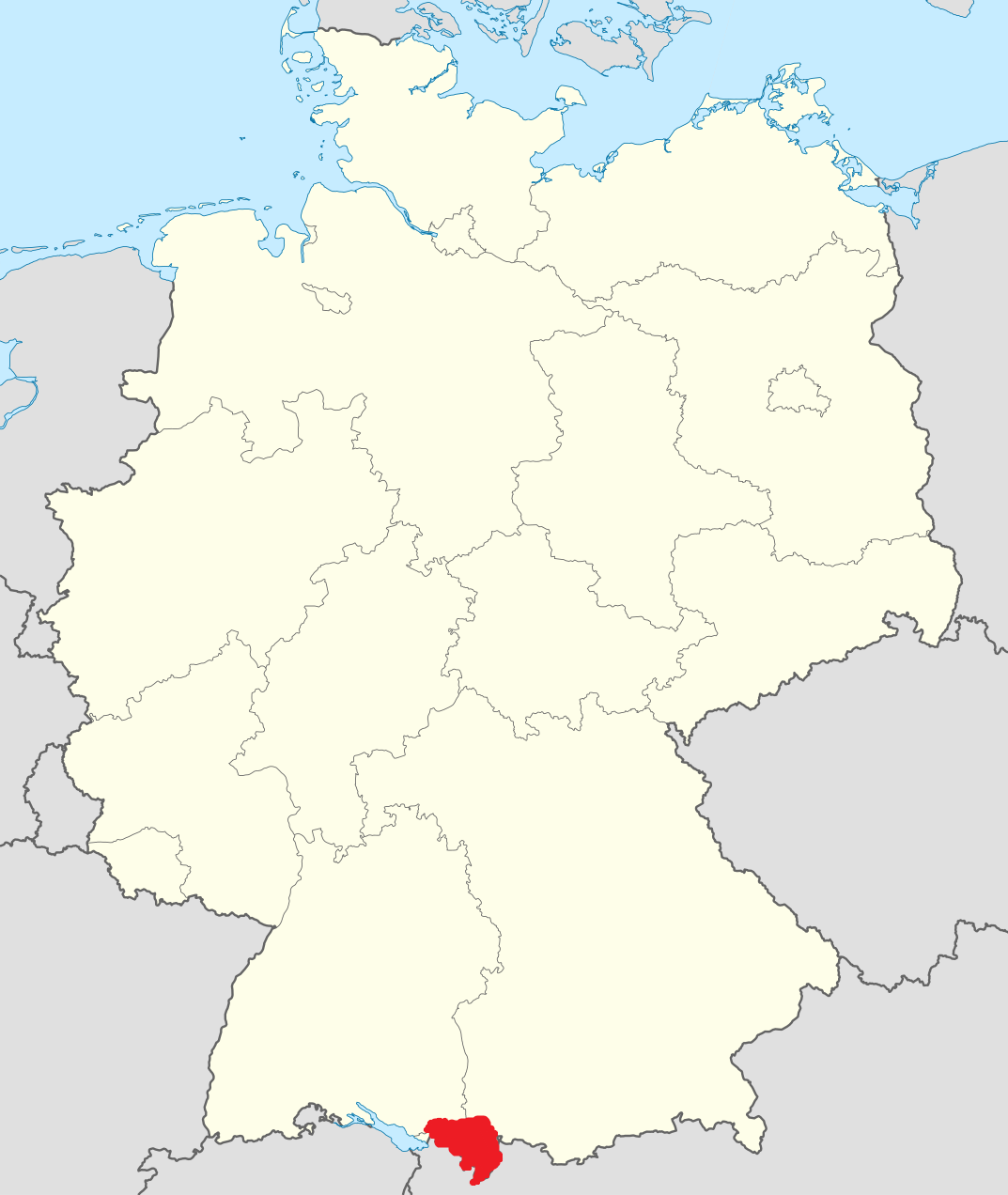
Allgäu
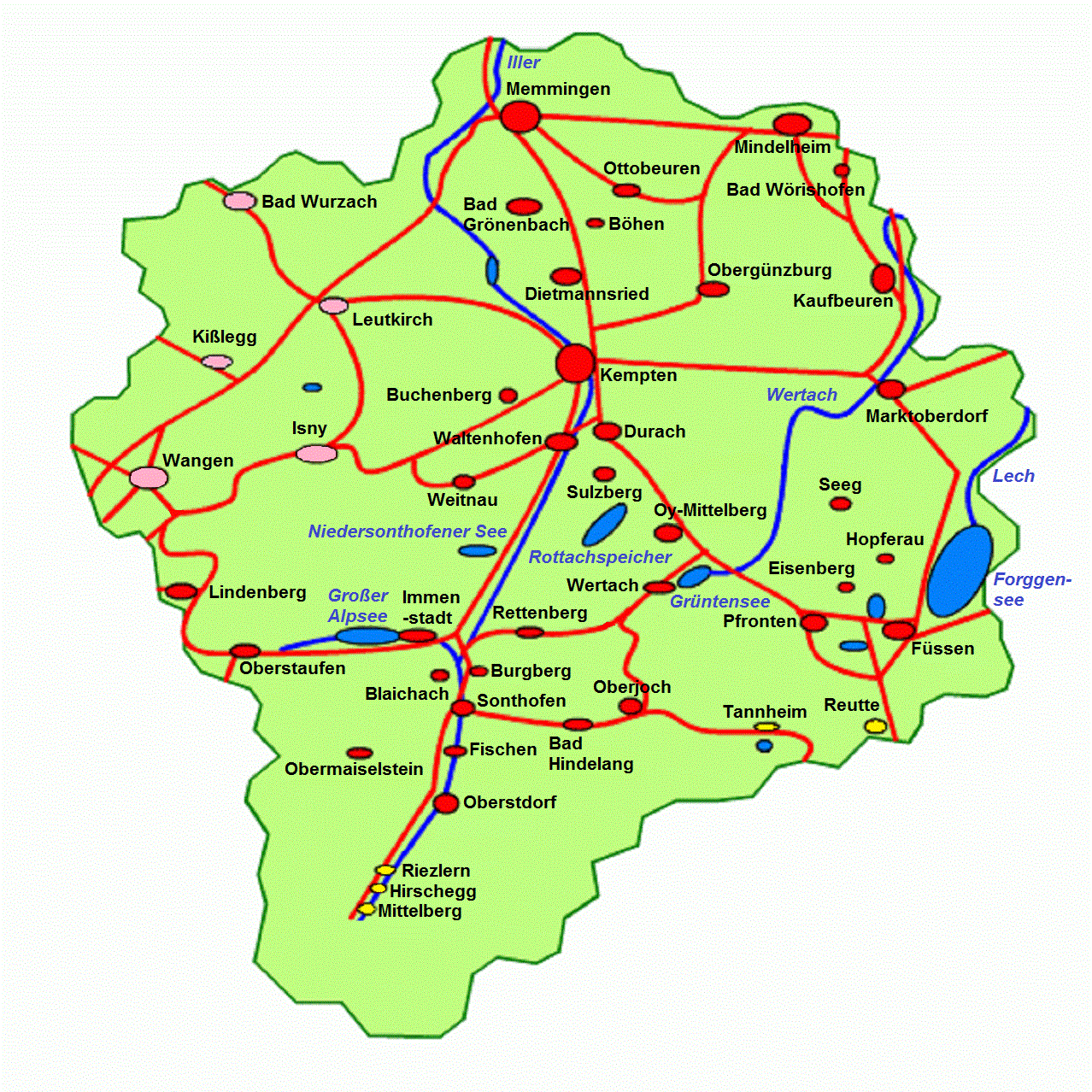
Kaart van het in het toerisme gehanteerde begrip Allgäu. Plaatsen, gemerkt in roze: Baden-Württemberg; gemerkt in rood: Beieren; in geel: Oostenrijk.
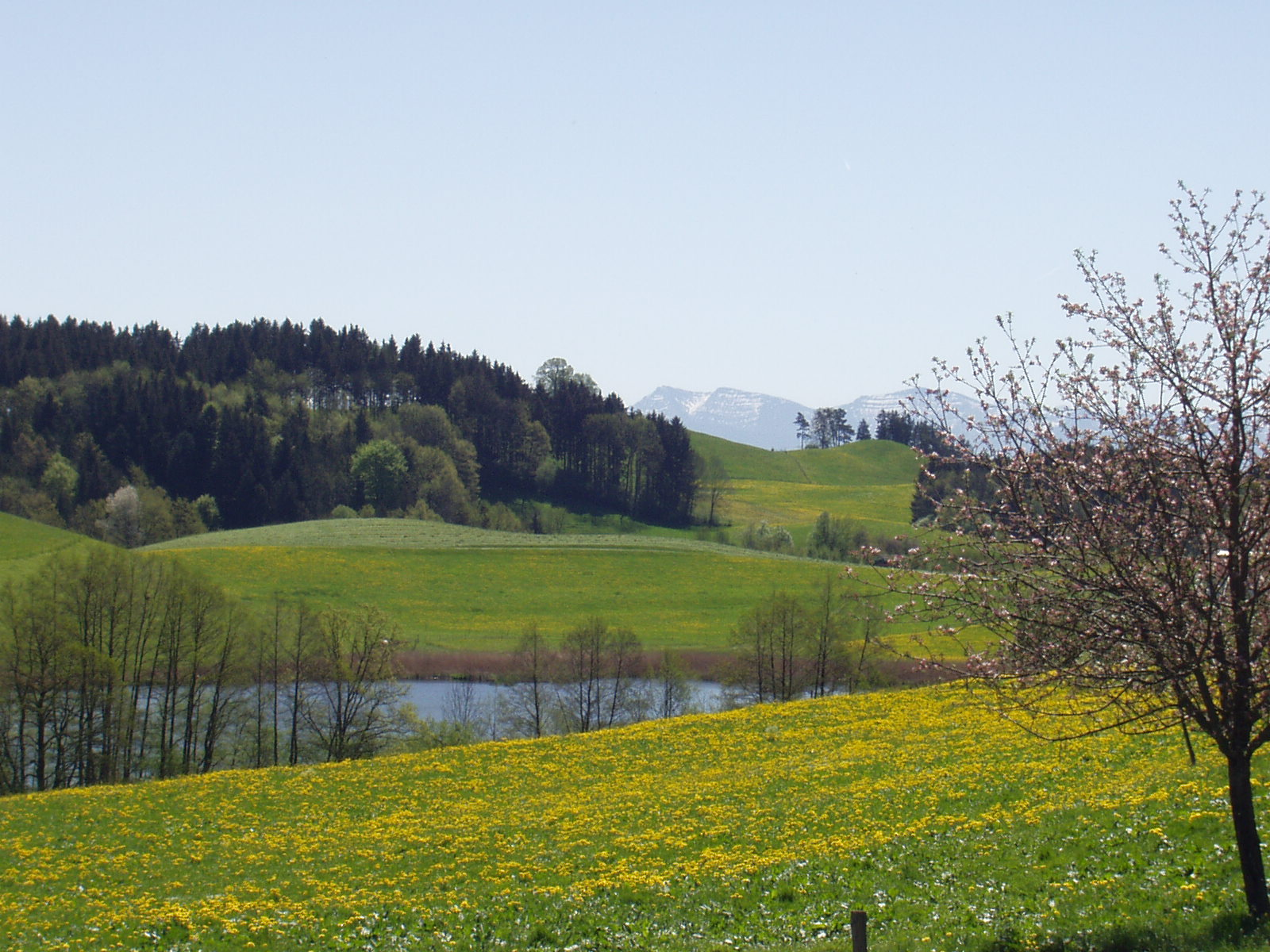
Allgäuer landschap bij Amtzell